# امبالاپارا-۲
امبالاپارا-۲ (به انگلیسی: Ambalapara-II) یک منطقهٔ مسکونی در هند است که در کرالا واقع شده‌است.

## خصوصیات
امبالاپارا-۲ ۲۲٬۵۵۱ نفر جمعیت دارد.